# Thomas Muirhead
Thomas Muirhead (* 11. April 1995 in Perth) ist ein schottischer Curler. Er spielt auf der Position des Second im Team von Skip Glen Muirhead.

## Karriere
Muirhead begann seine internationale Karriere bei den 1. Olympischen Jugend-Winterspielen 2012. Er spielte für das Team Großbritannien im Mixed-Wettbewerb an der Position des Second; die Mannschaft wurde Zehnter. Außerdem spielte er zusammen mit der Japanerin Mizuki Kitaguchi im Mixed-Doubles-Wettbewerb, bei denen die Teammitglieder aus unterschiedlichen Ländern stammten; die beiden wurden 17.
Die erste Medaille konnte er im gleichen Jahr bei der Juniorenweltmeisterschaft gewinnen. An der Position des Third im von Kyle Smith geskippten Team konnte er die Bronzemedaille gewinnen. Bei der Juniorenweltmeisterschaft 2013 gewann er dann seine erste Goldmedaille durch einen Finalsieg gegen das russische Team von Jewgeni Archipow. Ein drittes Mal stand er bei der Juniorenweltmeisterschaft 2014 auf dem Podium; mit der Silbermedaille komplettierte er seinen Medaillensatz.
Bei der Winter-Universiade 2013 gewann er mit dem Team des Scottish Agricultural College, Edinburgh, die Silbermedaille. Eine weitere Medaille errang er 2015 mit dem Team des Scotland’s Rural College, Aberdeen, durch einen dritten Platz.
An der Europameisterschaft nahm er zum ersten Mal 2015 teil; das schottische Team wurde Fünfter. Bei der Europameisterschaft 2017 in St. Gallen konnte Muirhead mit der schottischen Mannschaft (Skip: Kyle Smith, Second: Kyle Waddell, Lead: Cameron Smith, Alternate: Glen Muirhead) nach einem Halbfinalsieg gegen die Schweiz (Skip: Peter de Cruz) in das Finale gegen das schwedische Team von Niklas Edin einziehen, verlor dort aber 10:5, da es den Schweden gelang, im letzten End vier Steine zu stehlen.
Muirhead vertrat mit seinen Teamkollegen Großbritannien bei den Olympischen Winterspielen 2018. Nach fünf Siegen und vier Niederlagen in der Round Robin stand seine Mannschaft zusammen mit der Schweiz auf einem geteilten vierten Platz und musste für den Einzug in die Finalrunde einen Tie-Breaker gegen das Team von Peter de Cruz spielen. Die Briten unterlagen den Schweizern mit 5:9 und schlossen damit das olympische Turnier auf dem fünften Platz ab.
Er spielte mit dem Team Smith auch auf der World Curling Tour und konnte mehrere Wettbewerbe gewinnen.
Seit der Saison 2018/19 spielt er als Second im seither von Glen Muirhead geführten Team.

## Privatleben
Thomas Muirhead ist der Sohn des britischen Curlers Gordon Muirhead, der bei den Olympischen Winterspielen in Albertville mit seinem Team den fünften Platz belegte. Sein älterer Bruder Glen hat bereits für das schottische Team gespielt und seine ältere Schwester Eve ist eine sehr erfolgreiche Curlerin, u. a. Weltmeisterin und zweifache Europameisterin.